# Hypolimnas millari
Hypolimnas millari är en fjärilsart som beskrevs av Aurivillius 1913. Hypolimnas millari ingår i släktet Hypolimnas och familjen praktfjärilar. Inga underarter finns listade i Catalogue of Life.